# Feliks Władysław Starczewski
Feliks Władysław Starczewski   (Varsòvia, 27 de maig de 1868 - Varsòvia, 29 de novembre de 1945) fou un compositor, pianista i musicòleg polonès.
Al conservatori de Varsòvia va estudiar composició amb Antoni Sygietyński i teoria amb Zygmunt Noskowski, després composició amb Engelbert Humperdinck a Berlín i amb Vincent d'Indy a París, així com musicologia amb Heinrich Bellermann, Oskar Fleischer i Max Friedländer a Berlín.
Des de 1894 va ensenyar piano al Conservatori de Varsòvia, el 1903 es va convertir en bibliotecari a la "Warsaw Music Society".
Va ser l'autor de molts estudis en el camp de la història de la música publicats al Diccionari biogràfic trimestral musical, "Musical i PAU". Va compondre, entre d'altres l'òpera infantil Dance of Flowers (1915), obres per a orquestra simfònica, dues sonates per a piano, variacions per a piano i cançons.

## Obres (selecció)
- Die polnischen Tänze (1901)
- Schola cantorum i Wincenty d'Indy com a professor (1905)
- De la música: notes soltes i notes (1906)
- Activitat musical de Jan Karłowicz: les seves característiques i avaluació (1907)
- Conservatori de música de Varsòvia, esquema de la història i l'activitat (1937, 2 edicions del polonès i francès)
- Our Homeland: 20 cançons per a nens per 1, 2 o 3 vots (1918)
- Flis: Obertura per a orquestra (1898)
- Cançons d'escoltes: cançons i declamacions per a scouts polonesos (1916).[1]